# 江戸東京野菜
江戸東京野菜（えどとうきょう やさい）とは、主に現在の東京23区やその周辺で伝統的に生産されていた野菜（在来品種）である。当初は「江戸野菜」と呼ばれたが、その後、2011年には東京都内であるが江戸に含まれていなかった多摩地域や伊豆諸島（アシタバや八丈オクラ）で栽培されていたり、明治以降で昭和中期までに生み出されたりした品種（八王子市の高倉大根など）や産地を含む「江戸東京野菜」という呼称を東京都農業協同組合中央会（JA東京中央会）が定め、これが一般的となっている。
商品作物として栽培・加工が続いてきた野菜のほか、絶滅寸前に保護されて現存する品種を含む江戸東京野菜は52ある。野菜以外に、穀類（麦類と平山陸稲、深大寺そば）と果実類が合計9種類「伝統継承作物」とされている。
江戸時代は参勤交代により様々な地方の野菜の種子が江戸に持ち込まれた。こうした地方野菜を江戸（東京）の風土に合うように改良した品種や、元々あった在来種や新しい品種を含めて、東京で栽培される固定種を「江戸東京野菜」としている。小松菜のように東京周辺から全国に広まった野菜がある一方、明治以降、栽培しやすい品種への転作や消費者の嗜好の変化により消滅した品種も多い。近年は自治体や農家、住民団体などが保存や消費拡大を図る動きがみられる。

## 江戸東京野菜の一覧
きゅうり
- 馬込半白きゅうり（東京都大田区） - 馬込地区で明治33年に作られたキュウリの品種。下半分に白い部分があり、太くて固めで水分が少ないのが特徴。漬物の名品といわれた。
- 高井戸節成胡瓜（世田谷区）
- 豊島枝成胡瓜（豊島区）
- 砂村胡瓜（江東区）

なす
- 砂村茄子（江東区）
- 駒込茄子（文京区）
- 蔓細千成（多摩地域）
- 山茄子（多摩地域）
- 寺島茄子（墨田区）
- 真黒茄子（かつて目黒区にて盛んに栽培されており「目黒茄子」と呼ばれた）

かぶ
- 東京長蕪（滝野川蕪）（北区） - 滝野川付近のカブの品種。小ぶりでダイコンのような姿をしている。
- 品川カブ（品川区） - 品川宿あたりで作られているカブの品種。東京長かぶと同系統とみられている。
- 金町こかぶ（葛飾区）

にんじん
- 砂村三寸人参（江東区）
- 滝野川人参（北区）

うど
- 東京うど（もやし独活）（多摩地域、立川市で主に生産されている）

タケノコ
- 目黒の筍（目黒区）

ごぼう
- 滝野川牛蒡（北区）

うり
- 府中御用瓜・鳴子瓜（マクワウリ 府中市・新宿区）
- 本田瓜（マクワウリ 葛飾区）
- 東京大越瓜（シロウリ 中野区）

かぼちゃ
- 淀橋南瓜（内藤南瓜）（新宿区）
- 居留木橋南瓜（品川区）

だいこん
- 亀戸大根（江東区） - 江戸時代後期から亀戸で栽培されていたダイコン。根は短めで先細りの姿が特徴。肉質が緻密で水分が少ない。
- 練馬大根（練馬区）
- 大蔵大根（世田谷区） - 杉並区あたりで江戸時代から作られていたダイコンが、昭和に世田谷に伝わり作り継がれていた品種。根の首から先端まで果肉が丸く詰まっている姿が特徴。
- 高倉大根（八王子市）
- 二年子大根（荒川区）
- みの（板橋区）

しょうが
- 谷中生姜（荒川区）

長ねぎ
- 千住葱（足立区）
- 砂村葱（江東区）
- 拝島ネギ（昭島市）

菜っ葉
- 小松菜（江戸川区・葛飾区） - 江戸川区船堀、一之江にある小松川地区が発祥の菜っ葉。伝統種は、改良種よりやわらかく、甘く味が濃い。
- 三河島菜（荒川区）
- のらぼう菜（あきる野市を中心とする多摩地域） - 西多摩地方で古くから栽培されている菜花。食用や菜種油の採取のため、「闍婆菜（じゃばな）」の名で幕府から種子が配られたという記録もある。
- べか菜（江戸川区）
- しんとり菜（江戸川区・葛飾区・足立区） - 昭和40年代から東京の下町で栽培が盛んになった比較的新しい種の菜っ葉。葉が軟らかく、生でも食べられ、加熱しても歯触りが良い。

唐辛子
- 内藤とうがらし（新宿区）